# DSA-543
La DSA-543 es una carretera perteneciente a la Red Secundaria de la Diputación Provincial de Salamanca que une las localidades de Villaseco de los Reyes y Tremedal de Tormes. Además pasa también por la localidad de Gejo de los Reyes formando parte de la Red de carreteras de Salamanca.

## Recorrido
La carretera DSA-543 tiene su origen en Villaseco de los Reyes en la intersección con la carretera DSA-550, y termina en el casco urbano de Tremedal de Tormes en la intersección con la carretera DSA-541. 
| Villaseco de los Reyes (Intersección con ) - Tremedal de Tormes (Intersección con ) | Villaseco de los Reyes (Intersección con ) - Tremedal de Tormes (Intersección con ) | Villaseco de los Reyes (Intersección con ) - Tremedal de Tormes (Intersección con ) | Villaseco de los Reyes (Intersección con ) - Tremedal de Tormes (Intersección con ) | Villaseco de los Reyes (Intersección con ) - Tremedal de Tormes (Intersección con ) | Villaseco de los Reyes (Intersección con ) - Tremedal de Tormes (Intersección con ) | Villaseco de los Reyes (Intersección con ) - Tremedal de Tormes (Intersección con ) | Villaseco de los Reyes (Intersección con ) - Tremedal de Tormes (Intersección con ) | Villaseco de los Reyes (Intersección con ) - Tremedal de Tormes (Intersección con ) | Villaseco de los Reyes (Intersección con ) - Tremedal de Tormes (Intersección con ) | Villaseco de los Reyes (Intersección con ) - Tremedal de Tormes (Intersección con ) |
| Esquema                                                                             | PK                                                                                  | Sentido Tremedal de Tormes                                                          | Sentido Tremedal de Tormes                                                          | Sentido Tremedal de Tormes                                                          | Sentido Tremedal de Tormes                                                          | Sentido Villaseco de los Reyes                                                      | Sentido Villaseco de los Reyes                                                      | Sentido Villaseco de los Reyes                                                      | Sentido Villaseco de los Reyes                                                      | Incidencias                                                                         |
| Esquema                                                                             | PK                                                                                  | Velocidad                                                                           | Elemento                                                                            | Salida                                                                              | Salida                                                                              | Salida                                                                              | Salida                                                                              | Elemento                                                                            | Velocidad                                                                           | Incidencias                                                                         |
| Esquema                                                                             | PK                                                                                  | Velocidad                                                                           | Elemento                                                                            | Dir.                                                                                | Nombre                                                                              | Nombre                                                                              | Dir.                                                                                | Elemento                                                                            | Velocidad                                                                           | Incidencias                                                                         |
| ----------------------------------------------------------------------------------- | ----------------------------------------------------------------------------------- | ----------------------------------------------------------------------------------- | ----------------------------------------------------------------------------------- | ----------------------------------------------------------------------------------- | ----------------------------------------------------------------------------------- | ----------------------------------------------------------------------------------- | ----------------------------------------------------------------------------------- | ----------------------------------------------------------------------------------- | ----------------------------------------------------------------------------------- | ----------------------------------------------------------------------------------- |
|                                                                                     | 0,0                                                                                 |                                                                                     |                                                                                     | Trabanca Ledesma                                                                    | Trabanca Ledesma                                                                    | Trabanca Ledesma                                                                    |                                                                                     |                                                                                     |                                                                                     |                                                                                     |
| Berganciano Vitigudino                                                              | 0,0                                                                                 |                                                                                     |                                                                                     |                                                                                     |                                                                                     |                                                                                     |                                                                                     |                                                                                     |                                                                                     |                                                                                     |
|                                                                                     | 0,0                                                                                 |                                                                                     |                                                                                     | VILLASECO DE LOS REYES                                                              | VILLASECO DE LOS REYES                                                              | VILLASECO DE LOS REYES                                                              | VILLASECO DE LOS REYES                                                              |                                                                                     |                                                                                     |                                                                                     |
|                                                                                     | 2,2                                                                                 |                                                                                     |                                                                                     | GEJO DE LOS REYES                                                                   | GEJO DE LOS REYES                                                                   | GEJO DE LOS REYES                                                                   | GEJO DE LOS REYES                                                                   |                                                                                     |                                                                                     |                                                                                     |
|                                                                                     | 2,6                                                                                 |                                                                                     |                                                                                     | GEJO DE LOS REYES                                                                   | GEJO DE LOS REYES                                                                   | GEJO DE LOS REYES                                                                   | GEJO DE LOS REYES                                                                   |                                                                                     |                                                                                     |                                                                                     |
|                                                                                     | 6,3                                                                                 |                                                                                     |                                                                                     | Peñalvo Trabadillo                                                                  | Peñalvo Trabadillo                                                                  | Peñalvo Trabadillo                                                                  | Peñalvo Trabadillo                                                                  |                                                                                     |                                                                                     |                                                                                     |
|                                                                                     | 10,0                                                                                |                                                                                     |                                                                                     | TREMEDAL DE TORMES                                                                  | TREMEDAL DE TORMES                                                                  | TREMEDAL DE TORMES                                                                  | TREMEDAL DE TORMES                                                                  |                                                                                     |                                                                                     |                                                                                     |
|                                                                                     | 10,7                                                                                |                                                                                     |                                                                                     | TREMEDAL DE TORMES                                                                  | TREMEDAL DE TORMES                                                                  | TREMEDAL DE TORMES                                                                  | TREMEDAL DE TORMES                                                                  |                                                                                     |                                                                                     |                                                                                     |
|                                                                                     | 10,750                                                                              |                                                                                     |                                                                                     |                                                                                     | Villar de Peralonso Vitigudino                                                      | Villar de Peralonso Vitigudino                                                      | Villar de Peralonso Vitigudino                                                      |                                                                                     |                                                                                     |                                                                                     |
|                                                                                     | 10,750                                                                              | Gejuelo del Barro Ledesma                                                           |                                                                                     |                                                                                     |                                                                                     |                                                                                     |                                                                                     |                                                                                     |                                                                                     |                                                                                     |